# Élise Girard
Élise Girard ( Thouars, 1976 ) es una directora de cine y guionista francesa. En 2023 llevó a las pantallas la película Sidonie en Japón, protagonizada por Isabelle Huppert.

## Biografía
Encargada de prensa de los cines Action de París, Élise Girard realizó en 2003 su primer documental, junto a Joëlle Oosterlinck, dedicándoselo a los cines parisinos. En 2005, filmó Roger Diamantis o la vida real, un retrato del propietario de Saint-André-des-Arts, el local del Barrio Latino.
Su primer largometraje, Belleville Tokyo, en gran parte autobiográfico , fue bien recibido por la prensa en 2011 y se estrenó en Japón en marzo de 2013. En 2023 dirigió Sidonie en Japón.

## Filmografía

### Directora
- 2003 : Solo lo indómito (o la aventura del cine de acción)
- 2005 : Roger Diamantis o la vida real
- 2011 : Belleville Tokio
- 2017 : Pájaros graciosos
- 2023 : Sidonie en Japón

### Actriz
- 2020 : La buena esposa